# ویلیوچیک
ویلیوچیک، معروف به ویلیوچینسکی (روسی: Вилючинский вулкан) یک آتشفشان چینه ای در قسمت جنوبی شبه جزیره کامچاتکا، روسیه است که در فاصله ۳۰ کیلومتری (۱۹ مایل) شهر متروکه ویلیوچینسک واقع شده‌است.